# Zenuwgas

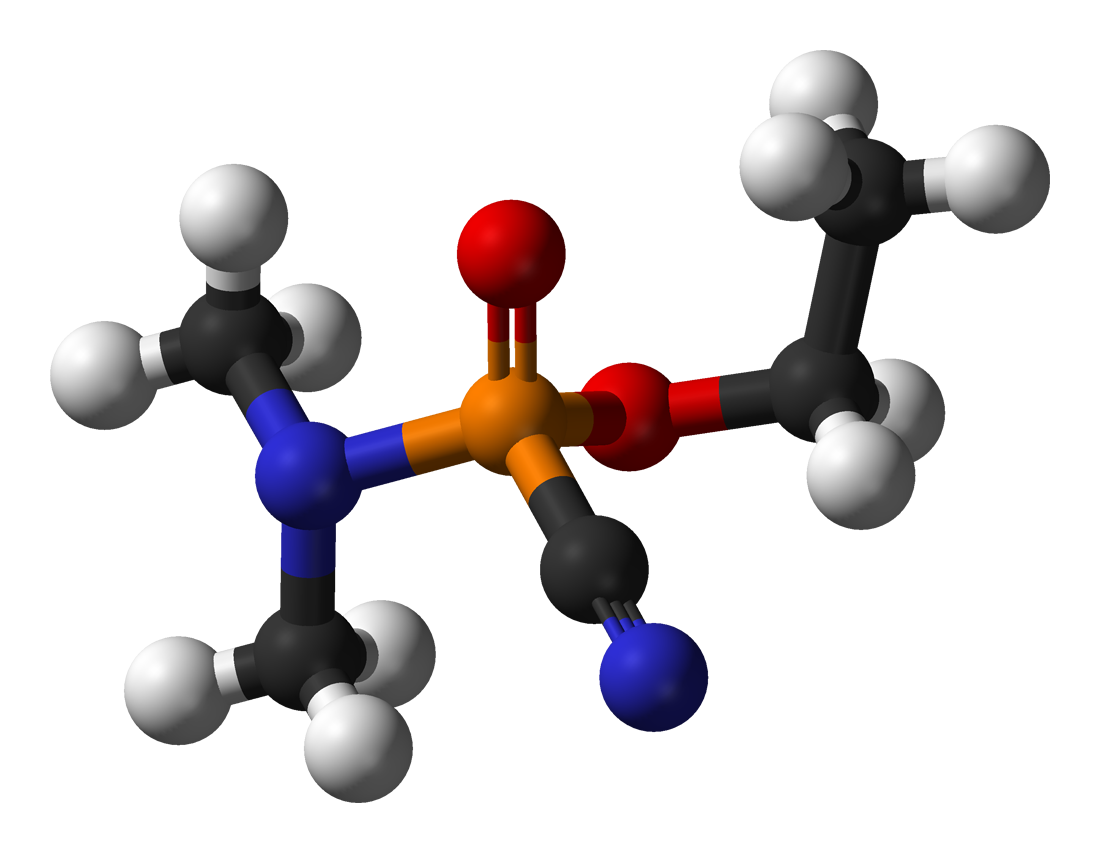
Tabun

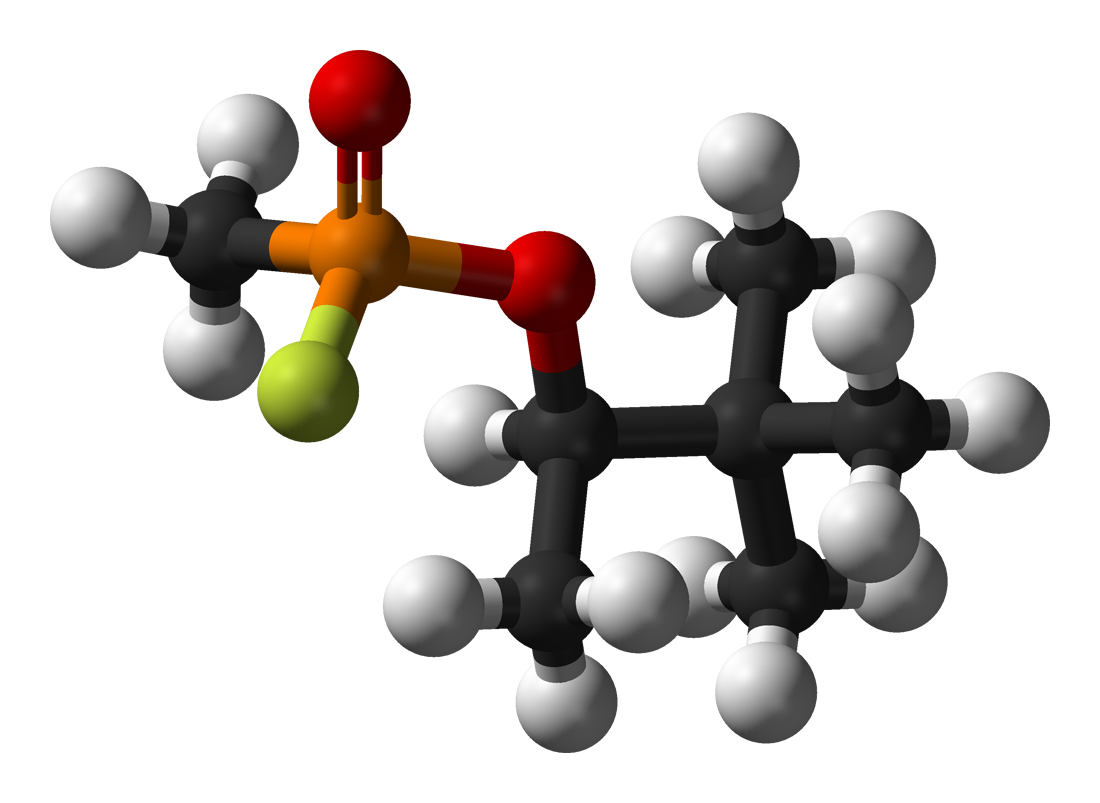
Soman

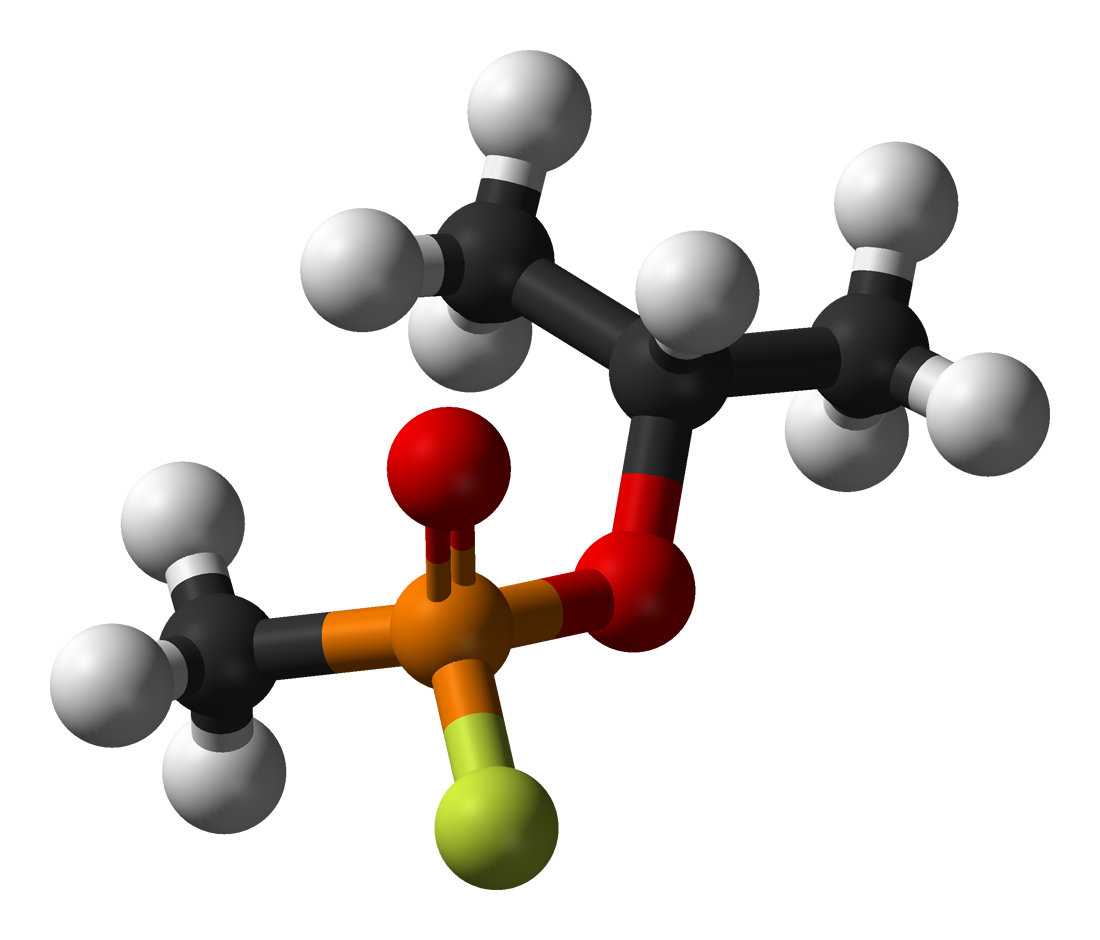
Sarin

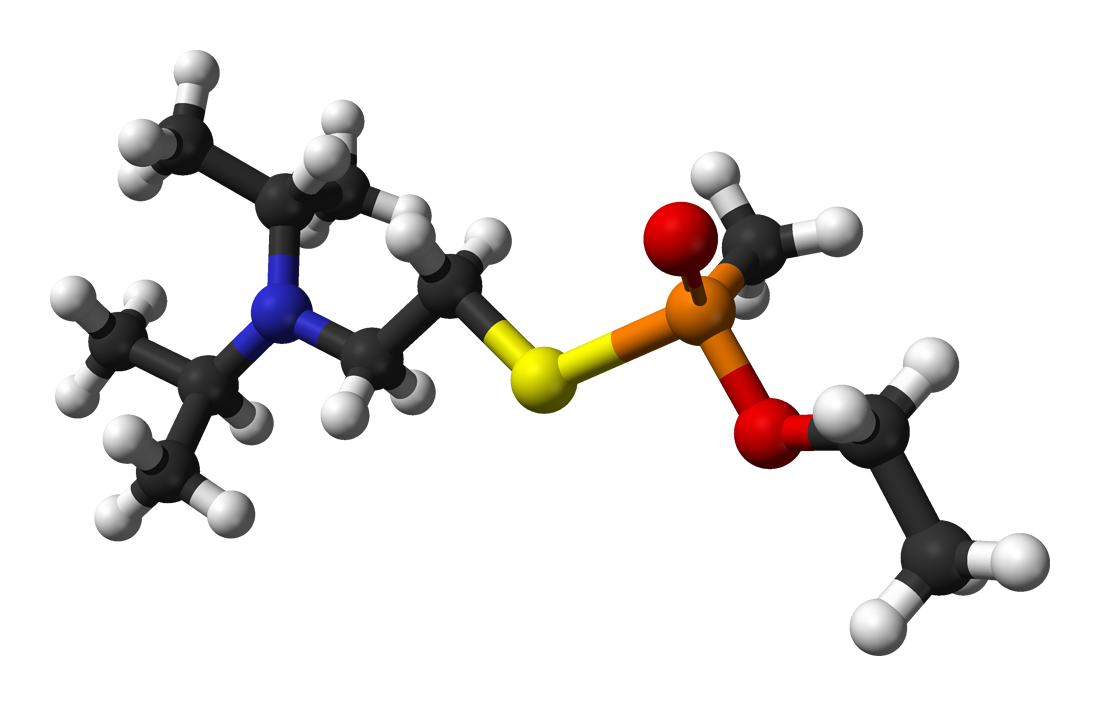
VX

Zenuwgassen zijn stoffen die in het menselijk lichaam de overbrenging van signalen via zenuwen verstoren, en die daarvoor speciaal zijn geproduceerd. Deze stoffen veroorzaken bij een slachtoffer een verlamming die uiteindelijk tot de dood leidt. Zenuwgassen zijn ontwikkeld voor chemische oorlogsvoering. Op grond van het Verdrag chemische wapens geldt voor vrijwel alle landen op de wereld een verbod op het gebruik en het in voorraad hebben van chemische wapens, dus ook van zenuwgassen.

## Werking
Zenuwgassen zijn neurotoxinen (zenuwgiffen) die interfereren met de impulsoverdracht bij de overgang van de zenuw naar de spiercel (de motorische eindplaat) door het enzym acetylcholinesterase onomkeerbaar (irreversibel) te blokkeren. Hierdoor wordt acetylcholine niet meer afgebroken, zodat de spier voortdurend wordt geprikkeld tot samentrekken. Hierdoor ontstaat bij het slachtoffer een krampende verlamming die in enkele minuten dodelijk is door het onmogelijk maken van de ademhaling.
Algemeen bekende zenuwgassen zijn tabun, soman, sarin en VX. De eerste drie zijn door Duitse onderzoekers ontwikkeld in de Tweede Wereldoorlog, en VX is een Amerikaans product uit de jaren 1950. De 'Duitse' stoffen hebben een G-code (van 'German'); de Amerikaanse een V-code (afkomstig van het Engelse woord voor giftig: venomous). Daarnaast zijn onder meer door de Sovjet-Unie (en later Rusland) de zogenoemde novitsjok-middelen ontwikkeld in het geheime Foliant-programma. Van deze laatste middelen is weinig openbaar bekend.
De bekende zenuwgassen zijn organofosforverbindingen, meer specifiek organofosfaten. Het werkingsmechanisme en de verschijnselen van blootstelling eraan zijn daarom enigszins vergelijkbaar met die van organofosfaat-bestrijdingsmiddelen.

## Geschiedenis
In de Tweede Wereldoorlog werden verschillende zenuwgassen ontwikkeld door de Duitsers, die er aan het einde van de oorlog aanzienlijke hoeveelheden (tonnen) van hadden opgeslagen. (De dodelijke dosis voor een volwassene van bijvoorbeeld sarin is ca. 1 milligram.) Het is echter tijdens de oorlog niet gebruikt. Op dat moment hadden de geallieerden nog niet de beschikking over chemische wapens met deze mate van giftigheid.
In de jaren 1950 begon de VS met de productie van sarin voor gebruik in clusterbommen.
De Britten hadden hun eigen programma. Zij hadden aanzienlijke hoeveelheden Duits materiaal in handen gekregen, en hadden plannen om een sarinfabriek te vestigen in Nancekuke nabij Porton Down. Uiteindelijk kwam die fabriek er niet, nadat een proeffabriek tegen 1955 al ruim 20 ton sarin had geproduceerd. De Britten besloten, na succesvolle kernproeven, hun militaire strategie jegens de Sovjet-Unie te baseren op nucleaire afschrikking in plaats van chemische oorlogsvoering.
De Fransen deden vanaf 1935 proeven ten behoeve van chemische oorlogsvoering, in de open lucht, in hun toenmalige kolonie Algerije. Direct na de Tweede Wereldoorlog begon Frankrijk hier ook proeven met zenuwgassen, aanvankelijk met Duits materiaal. Ook na de Algerijnse onafhankelijkheid in 1967 bleven de Fransen hier nog zo'n 10 jaar proeven doen.
Halverwege de jaren 1950 begon een soort chemische wapenwedloop tussen de VS en de Sovjet-Unie. Beide partijen werkten aan de opbouw van een arsenaal van zenuwgassen, met name sarin. De VS begon in die tijd ook met onderzoek naar mogelijke nieuwe zenuwgassen, de V-agents, waaronder VX.
De VS had enige tijd de doctrine aangehouden dat men niet als eerste naar chemische wapens zou grijpen, maar alleen als vergelding voor een chemische aanval van de Sovjet-Unie (retaliation-only). Nadat de Sovjet-Unie echter een robuust arsenaal aan kernwapens had opgebouwd, werd duidelijk dat de VS niet meer uitsluitend op nucleaire afschrikking kon vertrouwen om een conventionele dreiging van de Sovjet-Unie te beantwoorden. Actieve afschrikking met chemische en biologische wapens vormde een mogelijk alternatief voor de dreiging met een allesvernietigende kernoorlog. De inzet van zenuwgassen op het slagveld in plaats van tactische kernwapens zou het risico op escalatie naar een totale kernoorlog kunnen verkleinen.
Van de verschillende V-agents koos de VS uiteindelijk VX voor massaproductie. Op grond van een onderlinge overeenkomst werden door de VS, Groot-Brittannië en Canada gegevens uitgewisseld, waarna Groot-Brittannië haar eigen VX-programma opzette. De Fransen namen niet deel aan deze overeenkomst, maar zetten niettemin hun eigen VX-onderzoeksprogramma op. De Sovjet-Unie maakte haar eigen variant op VX (R-33) ondanks dat men door spionage al de beschikking had over de nodige informatie om zelf VX te produceren.
In de jaren 60 zette Egypte meermalen chemische wapens in, waarvan bij zeker één geval, op 5 januari 1967 in Kitaf, in Jemen, werd vermoed dat het een zenuwgas betrof, op grond van de gerapporteerde symptomen. Als dat zo is, zou het de eerste daadwerkelijke militaire inzet van zenuwgas kunnen zijn. Ook later dat jaar werd Egypte beschuldigd van het gebruik van zenuwgas in Jemen, mogelijk het Russische R-33. Egypte heeft altijd ontkend dat het hier strijdgassen betrof.
De oorlog tussen Irak en Iran werd berucht door de inzet van chemische wapens, met name door Irak onder Saddam Hoessein. Saddam greep naar chemische wapens vanwege het enorme numerieke overwicht van de Iraanse troepen. Na aanvankelijke kleinschalige inzet van traangas en mosterdgas, zette het Iraakse leger in 1984 ook zenuwgas in, te weten tabun. Vanaf 1986 focuste Irak op sarin, en uiteindelijk kon men tegen het einde van de oorlog (1988) ook VX produceren. In die laatste dagen van de Irak-Iranoorlog vond ook, op bevel van Saddam Hoessein, de beruchte gifgasaanval op Halabja plaats, een Koerdisch dorp in het oosten van Irak. Hierbij kwamen vermoedelijk enkele duizenden mensen om het leven. De aanval werd uitgevoerd met meerdere typen gifgas, waaronder vermoedelijk de zenuwgassen sarin en/of tabun, en mogelijk VX.
De Sovjet-Unie was in de jaren 80 begonnen met het zogeheten Foliant-programma. Onder een dekmantel van legitiem onderzoek naar en gebruik van bepaalde chemicaliën voor industrie en landbouw, werden nieuwe zenuwgassen ontwikkeld, de zogeheten novitsjoks. Hoewel Gorbatsjov halverwege de jaren 80 verklaarde dat de Sovjet-Unie haar onderzoeksprogramma's zou beëindigen en voorraden van chemische wapens zou vernietigen, bleef Foliant nog tot in de jaren 90 doorgaan. Vermoed wordt dat een van de in dit programma ontwikkelde stoffen is gebruikt bij de vergiftiging van Sergej en Joelia Skripal in het Engelse Salisbury in maart 2018.
Ook Syrië verkreeg de beschikking over zenuwgas voor militair gebruik. Zo bezat het in de jaren 90 SS-21-raketten geladen met zenuwgas. In de Syrische Burgeroorlog, die sinds 2011 woedt, is gebruikgemaakt van strijdgassen, waaronder hoogstwaarschijnlijk meerdere malen sarin.
In Japan is (ten minste) driemaal gebruikgemaakt van zenuwgassen voor aanslagen door de apocalyptische sekte Aum Shinrikyo. De sekte voerde eerst een mislukte aanslag met sporen van antrax (miltvuur) uit. Daarna begon de sekte te experimenteren met zenuwgassen. De eerste aanslag met sarin vond plaats in Tokio in 1994. Doelwit waren de rechters in een zaak die tegen Aum Shinrikyo was aangespannen. Zeven mensen werden gedood door het vanuit een rijdend busje verspreide sarin. De autoriteiten hadden echter niet door dat het hier een zenuwgas betrof. Het lukte de sekte echter niet om grote hoeveelheden sarin te produceren voor geplande grote aanslagen in Tokio en de VS. Wel werd op laboratoriumschaal een hoeveelheid van enkele honderden grammen VX geproduceerd. Dit werd gebruikt voor enkele moordaanslagen waarbij in ieder geval één ex-lid van de sekte werd gedood. Op 20 maart 1995 werd een grootschalige aanslag op de metro van Tokio uitgevoerd, met vijf plastic zakken met in totaal 7 liter (tamelijk onzuiver) sarin. De aanval kostte aan 13 mensen het leven en duizenden hadden medische verzorging nodig.

## Verspreiding
De naamgeving 'zenuwgas' is feitelijk onjuist: bij kamertemperatuur en atmosferische druk zijn deze verbindingen vloeibaar. Ze worden in de strijd verspreid door verneveling (bijvoorbeeld met behulp van explosieven in granaten) en zijn giftig bij inademing maar worden ook gemakkelijk door de intacte huid heen opgenomen, zodat ook het aanraken van besmette voorwerpen, of het op de kleding krijgen van de vloeistof, zeer gevaarlijk is. Een belangrijk begrip in dit verband is persistentie, de tijdsduur dat een gif nog in gevaarlijke concentraties aanwezig blijft na te zijn verspreid. Dit kan bij sommige verbindingen weken later nog zo zijn. VX heeft een veel hogere persistentie (door een veel lagere dampspanning) dan de drie andere genoemde zenuwgassen, en kan tot drie weken na verspreiding op de grond dodelijk blijven.
Het vluchtigste middel, sarin, is het gevaarlijkst bij inademing; het minst vluchtige, VX, bij het op de huid krijgen ervan. De dodelijke dosis van deze materialen ligt in de orde van 0,01 mg/kg lichaamsgewicht.

## Binaire wapens
De meeste zenuwgassen zijn maar een beperkte tijd houdbaar. Veel nadruk werd daarom door zowel de Amerikanen als de Sovjet-Unie gelegd op de ontwikkeling van zogeheten binaire wapens. Hierbij wordt niet de werkzame stof zelf in de munitie opgeslagen, maar twee of meer beter houdbare uitgangsstoffen (precursors) die pas bij inzet gemengd worden en dan met elkaar reageren tot de gewenste stof. Doorgaans zijn deze precursors ook beter handelbaar (minder giftig) dan het zenuwgas.
Een van de ideeën achter het geheime Sovjet-Russische Foliant-programma was bovendien dat de precursors ook een legitiem doeleinde konden hebben, bijvoorbeeld de productie van bestrijdingsmiddelen. Op die wijze kon het werkelijke doel van het programma (beter) geheim worden gehouden voor vijandige mogendheden en internationale inspecties. Zo was novitsjok-5 (A-232) een binair wapen met precursors die legitieme doeleinden hadden in industrie en landbouw.
Ook Irak heeft (rond het einde van de Iran-Irakoorlog) gewerkt aan binaire wapens.

## Behandeling
Atropine is een tegengif dat het slachtoffer soms nog kan redden. Atropine blokkeert zelf de acetylcholinereceptoren, zodat het zenuwgas daar niet aan bindt, maar de binding is omkeerbaar (reversibel). Daardoor kan de receptorfunctie zich weer (gedeeltelijk) herstellen wanneer het zenuwgas uit het systeem is verdwenen. Als daarvoor faciliteiten beschikbaar zijn zal men het slachtoffer willen beademen na het bewust veroorzaken van een slappe verlamming door andere zenuwgiffen uit de curare-groep.
Bij sarin en tabun is atropine redelijk effectief. Voor VX en soman is het veel minder werkzaam. Een combinatie van atropine en pralidoxime (2-PAM) is effectiever. De laatste stof werkt door het reactiveren van door organosfosfaten geblokkeerde acetylcholinereceptoren, maar heeft meer tijd nodig dan atropine om werkzaam te worden. De combinatie van atropine met PAM bleek bij proefdieren veel sterker werkzaam te zijn tegen VX dan ieder van de stoffen afzonderlijk.

## Bescherming tegen zenuwgassen
Naast beschermende kleding en gasmaskers is een profylactisch middel tegen zenuwgasvergiftiging het gecontroleerd toedienen van carbamaten zoals pyridostigmine. Carbamaten reageren evenals zenuwgassen ook met de katalytisch actieve CH2-OH groep van cholinesterase en blokkeren daarmee ook het katalytische centrum van dit enzym. Het voordeel is echter dat de blokkerende carbamaatgroep in tegenstelling tot een blokkerende fosfonaatgroep geleidelijk hydrolyseert waardoor het enzym langzaam reactiveert. De profylactische werking berust op gecontroleerde toediening van pyridostigmine waarbij in 20-30% van de enzymen de serine-CH2OH wordt gebonden als carbamaat. Bij een zenuwgasvergiftiging kan dan slechts het vrije deel van de enzymen worden geblokkeerd.
Als dit gebeurt dan kan door snel toedienen van atropine de overmaat aan acetylcholine-impulsen voldoende worden onderdrukt om levensreddend te zijn. Daarmee wordt dan de tijd gewonnen om de aanwezige zenuwgasmoleculen af te breken en voor de carbamaat-beschermde enzymen om door geleidelijke hydrolyse zijn katalytische functie te herwinnen.